# Cameron Smith (Golfspieler)
Cameron Smith (* 18. August 1993 in Brisbane, Australien) ist ein australischer Profigolfer, der auf der LIV Tour spielt. Im Jahr 2022 gewann er drei bedeutende Turniere: das Sentry Tournament of Champions, die Players Championship, und die 150. The Open Championship, 2022. Nach diesem Sieg erreichte er den zweiten Platz auf der Golfweltrangliste, welcher seine bisher höchste Platzierung ist.
Am Ende der PGA-Tour-Saison 2022 wechselte er zu LIV Golf. Seitdem hat er und drei Titel im LIV Golf gewonnen.

## Sportkarriere
Stand Juli 2022 hat Smith 8 Siege weltweit, darunter 6 Siege auf der PGA Tour. Seine bisher größte Erfolge sind der Sieg bei The Players Championship, 2022 und der Sieg bei The Open Championship, 2022, bei welcher er die niedrigste Anzahl Schlägen an einem Finaltag (64) in der Geschichte des Turniers schlug. Im selben Jahre belegte er zum vierten Male in fünf Jahren einen Top-10-Platz bei The Masters Tournament. Im Jahre 2019 nahm er am Presidents Cup teil.
Als er beim Masters 2020 im November den zweiten Platz hinter Dustin Johnson belegte, war Smith der erste Golfer in der Geschichte des Masters, der vier Runden in den 60ern spielte (67-68-69-69).
Ende August 2022, nach der Tour Championship, wurde bekannt, dass Smith zu LIV Golf gewechselt ist. Über den Wechsel war seit den Open spekuliert worden, wobei er sich wiederholt weigerte, die Gerüchte zu bestätigen oder zu dementieren.
Bei seinem ersten LIV-Start in Boston belegte Smith einen geteilten 4. Platz, wobei Dustin Johnson das 3-Mann-Playoff gewann. Bei seinem zweiten Start siegte er mit Runden von 66, 68 und 69 Schlägen bei 13 unter Par und gewann mit drei Schlägen Vorsprung vor dem bisherigen Sieger Dustin Johnson und Peter Uihlein. Smith hat auf der LIV Golf Tour bisher über 7 Millionen Dollar gewonnen.

## Turniersiege (12)

### Major-Championship-Siege (1)
- 2022: The Open Championship[1]

### PGA-Tour-Siege (5)
- 2017: Zurich Classic of New Orleans (zusammen mit Jonas Blixt)[2]
- 2020: Sony Open in Hawaii[2]
- 2021: Zurich Classic of New Orleans (zusammen mit Marc Leishman)[2]
- 2022: Sentry Tournament of Champions[2]
- 2022: The Players Championship[2]

### DP-World-Tour-Siege (3)
- 2017: Australian PGA Championship[2]
- 2018: Australian PGA Championship[2]
- 2022: Australian PGA Championship[2]

### LIV-Tour-Siege (3)
- 2023: LIV Golf Invitational Chicago[4]
- 2023: LIV Golf London[4]
- 2023: LIV Golf Bedminster[4]

## Resultate bei Major Championships
| Turnier               | 2015 | 2016 | 2017 | 2018 |
| --------------------- | ---- | ---- | ---- | ---- |
| The Masters           | DNP  | T55  | DNP  | T5   |
| US Open               | T4   | T59  | DNP  | CUT  |
| The Open Championship | DNP  | DNP  | CUT  | 78   |
| PGA Championship      | T25  | DNP  | CUT  | T56  |

| Turnier               | 2019 | 2020 | 2021 | 2022 | 2023 | 2024 | 2025 |
| --------------------- | ---- | ---- | ---- | ---- | ---- | ---- | ---- |
| The Masters           | T51  | 2    | T10  | 3    | 34   | T6   | CUT  |
| PGA Championship      | T64  | T43  | T59  | T13  | T9   | T63  | CUT  |
| US Open               | T72  | T38  | CUT  | CUT  | 4    | T32  | CUT  |
| The Open Championship | T20  | KT   | T33  | 1    | T33  | CUT  | CUT  |

DNP = nicht teilgenommen

CUT = Cut nicht geschafft

T = geteilte Platzierung

KT = kein Turnier

Grüner Hintergrund = Siege

Gelber Hintergrund = Top 10

## Teilnahme an Teamwettbewerben
- World Cup (für Australien): 2018
- Presidents Cup (für International): 2019